# Johannes Lang (Musiker)
Johannes Lang (* 21. Juli 1989 in Düsseldorf) ist Organist der Leipziger Thomaskirche. Der Kirchenmusiker, Glockensachverständige und Chorleiter ist Preisträger zahlreicher internationaler Musikwettbewerbe. Er war Jury-Mitglied für Orgel beim deutschen Bundeswettbewerb Jugend musiziert und ab 2016 Kantor an der Friedenskirche in Potsdam-Sanssouci.

## Leben und Wirken
Lang wuchs in Märkt im Dreiländereck Deutschland-Frankreich-Schweiz auf. Er studierte Kirchenmusik (Orgel bei Martin Schmeding, Improvisation bei Karl Ludwig Kreutz, Dirigieren bei Manfred Schreier, Gesang bei Torsten Meyer) und historische Tasteninstrumente/Cembalo bei Robert Hill an der Musikhochschule Freiburg. Nach seinen Bachelorabschlüssen mit Auszeichnung im Sommer 2013 hat er im Sommer 2015 beide Master-Studiengänge mit Bestnoten beendet.
Seit Herbst 2015 ist er amtlich geprüfter Glockensachverständiger. Neben elf ersten Preisen als Organist, Cembalist und Pianist beim Bundeswettbewerb Jugend musiziert wurde er u. a. als Organist Gewinner der Wettbewerbe in Lübeck (2009), Bellelay (2011), Leipzig (Bachpreisträger beim Internationalen Johann-Sebastian-Bach Wettbewerb Leipzig 2012) und Preisträger der Wettbewerbe in Ljubljana (2007), Herford (2008) und München (ARD 2011).
Mit seinem Ensemble für Alte Musik tr!jo gewann er beim 2. Internationalen Berliner Bachwettbewerb 2015 den 2. Preis und den Publikumspreis. Er war Stipendiat u. a. der Deutschen Stiftung Musikleben sowie der Studienstiftung des Deutschen Volkes und widmete sich einer intensiven, weltweiten Konzerttätigkeit. Er arbeitete u. a. mit Musikern wie Gottfried von der Goltz, Teodor Currentzis und Markus Landerer zusammen und war als Solist an Orgel und Cembalo mit den Bergischen Symphonikern, der Badischen Kammerphilharmonie, dem Philharmonischen Orchester Freiburg sowie dem Symphonieorchester des Bayerischen Rundfunks aufgetreten.
Nach einer Kantorentätigkeit an der Kreuzkirche Freiburg von Oktober 2009 bis September 2013 war Johannes Lang von September 2013 bis September 2016 Stadtkantor der evangelischen Kirchengemeinde in Lörrach mit dem Schwerpunkt Chorarbeit und Etablierung des neuen ökumenischen Kirchenmusikfestivals Goldener Herbst sowie Lehrassistent für Liturgisches Orgelspiel/Improvisation und Orgelliteratur an der Musikhochschule Freiburg.
Ab Oktober 2016 war er Kantor an der Friedenskirche in Potsdam-Sanssouci. Er war Mitglied der Jury im Fach Orgel beim Bundeswettbewerb Jugend musiziert und verwirklichte zahlreiche Konzertaufnahmen.
Zum Januar 2022 wurde Lang an die Thomaskirche Leipzig berufen: Dort ist er als Thomasorganist Nachfolger von Ullrich Böhme, der in den Ruhestand ging. An der Hochschule für Musik und Theater „Felix Mendelssohn Bartholdy“ Leipzig ist Johannes Lang seit der Ernennung am 20. Dezember 2023 als Honorarprofessor für Orgel tätig.

## Familie
Ein Urgroßvater von Johannes Lang war der Thomasorganist und Thomaskantor Günther Ramin, sein Großvater kam in Leipzig zur Welt.

## Diskografie (Auswahl)
- Johann Sebastian Bach: Clavierübung III. Johannes Lang (Orgel), Vokalquartett der J. S. Bach-Stiftung. 2 CDs. Gallus-Media, 2017.[16]